# Budapest Challenger 2001
Il Budapest Challenger 2001 è stato un torneo di tennis facente parte della categoria ATP Challenger Series nell'ambito dell'ATP Challenger Series 2001. Il torneo si è giocato a Budapest in Ungheria dal 21 al 26 maggio 2001 su campi in terra rossa.

## Vincitori

### Singolare
Giorgio Galimberti ha battuto in finale  Jarkko Nieminen con il punteggio di 6–4, 5–7, 6–1

### Doppio
Daniel Melo /  Sergio Roitman hanno battuto in finale  Jordan Kerr /  Damien Roberts con il punteggio di 6–2, 6–4